# Sidney Merlin
Sidney Louis Walter Merlin (* 26. April 1856 in Piräus; † 14. Juli 1951 in Athen) war ein britischer Botaniker und Sportschütze, der an den Olympischen Sommerspielen 1896, den Olympischen Sommerspielen 1900 und den Olympischen Zwischenspielen 1906 teilnahm.

## Leben
Seine Familie lebte bereits seit etwa 1830 in Griechenland, da sein Vater britischer Konsul in Piräus war. Merlin heiratete Zaira Theotokis, die Tochter des Premierministers von Korfu, Georgios Theotokis. Er ließ sich einige Zeit später von ihr scheiden und heiratete Katia. Merlin war in Griechenland bekannt für seine botanischen Errungenschaften. Er war der Erste, der die „Washington Navel“-Orange nach Griechenland brachte. In Griechenland heißt sie bis heute „Merlin“. Außerdem pflanzte er in Griechenland den ersten Kumquats-Baum. Merlin ist mit dem olympischen Sportschützen Gerald Merlin verwandt.

## Sport

### 1896
Bei den Olympischen Sommerspielen 1896 trat er in folgenden Disziplinen an:
| Disziplin                 | Platz         |
| ------------------------- | ------------- |
| Militärgewehr (200 Meter) | 10            |
| Pistole (25 Meter)        | nicht beendet |
| Militärgewehr (300 m)     | nicht bekannt |
| Dienstrevolver (25 m)     | nicht beendet |

### 1900
Bei den Olympischen Sommerspielen 1900 trat er im Tontaubenschießen an, wo er mit 12 Punkten Siebter wurde.

### 1906
Bei den Olympischen Zwischenspielen 1906 trat er in folgenden Disziplinen an:
| Disziplin                  | Platz | Bemerkung              |
| -------------------------- | ----- | ---------------------- |
| Freier Revolver 25 m       | 12    | 30 Treffer, 227 Punkte |
| Freier Revolver 50 m       | 23    | 29 Treffer, 177 Punkte |
| 1874-Militärrevolver 20 m  | -     | nicht beendet          |
| 1874-Militärrevolver 200 m | 7     | 28 Treffer, 169 Punkte |
| Militärrevolver 20 m       | 16    | 30 Treffer, 222 Punkte |
| Scheibenpistole 20 m       | 10    | 30 Treffer, 207 Punkte |
| Schnellfeuerpistole 25 m   | 7     | 23 Treffer, 103 Punkte |
| Freier Gewehr 300 m        | -     | nicht beendet          |
| Militärgewehr 300 m        | 23    | 30 Treffer, 175 Punkte |
| Tontaubenschießen          | 3     | 23 Punkte              |
| Doppelschuss Tontauben     | 1     | 15 Punkte              |